# Christophe Agnus
Christophe Agnus, né à Brest le 21 mai 1963, est un journaliste, grand reporter, écrivain, éditeur et entrepreneur français. Il est le fils du lieutenant de vaisseau Jean-Marie Agnus, disparu avec le sous-marin Minerve le 27 janvier 1968.
Directeur général de la Société coopérative d'intérêt collectif M'Pyrénées, il est directeur de publication de Pyrénées magazine. Il est aussi auteur de romans, éditeur de la société d'édition Nautilus Medias. 
À titre bénévole, il est vice-président de l'association reconnue d'intérêt général "Reporters d'Espoirs", et administrateur de "1% for the Planet-France".

## Biographie

### Jeunesse
Christophe Agnus est natif de Brest. Alors qu'il a quatre ans, son père, le lieutenant de vaisseau Jean-Marie Agnus, disparait au large de Toulon avec le sous-marin Minerve dont il est l'ingénieur-mécanicien, le 27 janvier 1968,.

### Carrière
Après avoir commencé sa carrière au Télégramme de Brest, puis collaboré notamment aux magazines Voiles et Voiliers et Wind magazine, il rentre à L'Express en 1988,, où il travaille successivement pour les services Économie, puis Sciences, avant de rejoindre Enquêtes et Société pour lesquels il est chargé d'enquêtes internationales, avec des grands reportages dans plus de 40 pays en dix ans. En 1995, il participe, avec Corinne Denis et Jean-Claude Bizet, à la création de LexpressOnline, première édition électronique de l'hebdomadaire (sur CompuServe) mais aussi le premier magazine d'information en ligne français disponible à l'époque. En 1998, il collabore quelques mois à L'Européen créé par Christine Ockrent avant de lancer le magazine et le site Transfert.net,. Il obtient le Clic d'or 2000 (meilleur site média), le Grand Prix des médias 2001 (meilleur site Web de la presse française) et le Grand Prix Narrowcast 2000, avant de revendre la société Transfert SA à l'Ile des Medias en octobre 2001.
Il crée le magazine Nautilus en mars 2005, avant de rejoindre le groupe Mondadori le 18 juin 2007, groupe qu'il quitte le 28 février 2009 pour créer Elteg (Electronic Territories Group SAS). Il quitte Elteg en 2014 pour rejoindre Vivendi comme directeur des projets. Il quitte Vivendi en octobre 2019 pour relancer les éditions Nautilus, consacrées à la mer, l'environnement et l'exploration.
En 2008, il a reçu le prix Henri Vovard de l'Académie de Marine.

## Publications
De 2002 à 2005, installé en Bretagne, il rédige deux livres avec Pierre-Yves Lautrou : Skippers de l'impossible (Altipresse, 2003) et Le Roman du Vendée Globe (Grasset, 2004),,.
En 2022, il publie son premier roman, un thriller, chez Robert Laffont: "L'Armée d'Edward", qui reçoit plusieurs prix nationaux. Son deuxième roman, "La liste de l'écrivain", est sorti en juin 2023 et a reçu le Prix du jury Polar'Encontre. Son troisième, "Le prix du silence", sorti en septembre 2024, a reçu le prix Plumes d'Equinoxe. 

## Prix littéraires
- Prix Plumes d'Equinoxe 2024 pour Le prix du silence[19]
- Prix du jury du festival Polar'Encontre 2024 pour La liste de l'écrivain
- Grand Prix Sang d'encre 2022 pour L'armée d'Edward[20]
- Prix Cyber Agora 41 de l'Agence Nationale de Sécurité des Systèmes d'Information 2022 pour L'armée d'Edward[21]
- Prix Henri Vovard 2007 de l'Académie de Marine[11].

## Ouvrages
- Pilotes maritimes (textes, avec photos de Ewan Lebourdais, Peintre Officiel de la Marine), Odyssée 2025 [22]
- Le prix du silence, Nautilus 2024[23]
- La Liste de l'écrivain, Robert Laffont 2023 [24], Pocket 2024.
- Un jour en mer, Nautilus 2023  (ISBN 978-2-491812-31-7)
- Choses maritimes (textes, avec photos de Ewan Lebourdais, Peintre Officiel de la Marine), Odyssée 2023 [22]
- L'Armée d'Edward, Robert Laffont 2022  (ISBN 978-2-221-25908-5), Pocket 2023.
- Carènes, Acte II (textes, photos de Ewan Lebourdais, Peintre Officiel de la Marine), Odyssée 2022 [25]
- Au-delà des limites 2, Nautilus 2021  (ISBN 978-2-491812-11-9) (en collaboration avec Pierre-Yves Lautrou)
- Pieds nus sur la Terre, Nautilus 2020  (ISBN 978-2491812041)
- Au-delà des limites, Nautilus 2020  (ISBN 978-2-491812-02-7) (en collaboration avec Pierre-Yves Lautrou)
- Skippers de l'aventure, Altipresse 2004
- Le Roman du Vendée-Globle, Grasset, 2004  (ISBN 978-2246675914) (en collaboration avec Pierre-Yves Lautrou)
- Skippers de l'impossible, Altipresse, 2003  (ISBN 978-2911218262) (en collaboration avec Pierre-Yves Lautrou)
- Le Grand tour, Arthaud, 1987  (ISBN 978-2700306842) lire en ligne sur Gallica

comme traducteur: 
- Le Drôle de voyage de Mister Green, Nautilus 2020  (ISBN 978-2491812003)

## Distinctions
Chevalier de l'ordre du Mérite maritime (contingent C).